# Dia Mundial do Desenvolvimento Rural
O Dia Mundial do Desenvolvimento Rural é um dia comemorado anualmente em 06 de julho desde 2025, oficialmente instituído em 2024 pela Assembleia Geral das Nações Unidas.

## Proclamação
O Dia Mundial do Desenvolvimento Rural foi oficialmente proclamado em 06 de setembro de 2024 pela Assembleia Geral das Nações Unidas. A resolução busca lançar uma luz sustentada sobre as vidas e as lutas daqueles que cultivam o solo, colhem os mares e nutrem a terra nos cantos rurais do mundo. Ao endossar uma abordagem integrada ao desenvolvimento rural sustentável que abranja o conhecimento tradicional, a equidade de gênero e a inclusão digital, a resolução vislumbra um futuro onde a prosperidade rural não seja mais um ideal ilusório, mas uma conquista global compartilhada.

## Celebração
A data é comemorada anualmente em 6 de julho. As áreas rurais desempenham um papel fundamental na economia global e na segurança alimentar. No entanto, muitas vezes enfrentam infraestrutura deficiente, acesso limitado à educação e à saúde, migração para as cidades e falta de tecnologias modernas e investimentos. A solução desses problemas exige uma abordagem integrada que considere tanto os fatores sociais quanto os econômicos.
A Assembleia Geral das Nações Unidas convida todos os Estados-membros das Nações Unidas, organizações do sistema das Nações Unidas e outras organizações internacionais e regionais, bem como organizações não governamentais, indivíduos e outras partes interessadas relevantes, a celebrar o Dia Mundial do Desenvolvimento Rural apresentando e promovendo atividades concretas relacionadas ao desenvolvimento sustentável de áreas e comunidades rurais.